# Malvina Pereira
Malvina Pereira (1883, Florianópolis – ?, ?) foi uma soprano brasileira. Acredita-se que tenha sido uma das primeiras cantoras de ópera do Brasil a ter tido uma exitosa carreira internacional, especialmente na Itália. A primeira de que se tem registro, é a soprano do Século VIII Joaquina Lapinha.

## Biografia
Malvina Pereira nasceu em Florianópolis em 1883 e, provavelmente, estudou canto em Itália com maestro Bellucci. Ela deve ter feito a sua estréia em 1901, no Teatro Odeon em  Mendoza e continuou aparecendo em vários teatros de ópera pequenos de América Latina até 1910. Sua estréia italiana aconteceu em 1911, no Teatro Morlacchi em Perugia, onde ela cantou Violetta em La traviata de Giuseppe Verdi. A partir desse momento a carreira de Pereira foi quase totalmente baseada na Itália, onde ela foi um enorme sucesso em pequenos palcos provinciais, mas quase nunca apareceu em nenhum teatros importantes. Provavelmente, a maior conquista que Pereira fez na Itália foi em 1917, quando ela cantou em Lucia di Lammermoor de Gaetano Donizetti no Teatro Carcano em Milão. Ela também é conhecida por ter aparecido no Teatro Bellini di Napoli (como Violetta, Mimì em La bohème de Giacomo Puccini e Elvira em I puritani de Vincenzo Bellini) e no Teatro Filarmonico em Verona (como Violetta). Pereira também cantou em Espanha, onde, em 1914, ela apareceu como Rosina em Il barbiere di Siviglia de Gioacchino Rossini, Violetta e Gilda em Rigoletto de Verdi no Teatro Arriaga em Bilbao, e o Estados Unidos, onde ela se apresentou no Teatro Tivoli em São Francisco como um membro da Lambardi Pacific Coast Company. Além dos fatos sobre sua carreira, sabe-se que ela era casada com um jornalista italiano Ettore Cauli que trabalhava em uma das edições periódicas de São Paulo. Malvina Pereira, aparentemente, deixou o palco em 1920 e, posteriormente, caiu no esquecimento.

## Discografia
Malvina Pereira deve ter tido uma soprano leggero com uma técnica perfeita, como La Prensa  escreveu sobre ela em 1912:  Ninguém pode resistir ao fascínio da voz de senhora Pereira depois de alguns minutos de seu canto. O que ganha o público acima de tudo é a doçura e qualidade simpático da sua voz e da perfeição do seu fraseado. Isso provavelmente explica o fato de que Pereira fez algumas gravações para HMV, Odeon Records e Victor Talking Machine Company, entre as algunos duetos de  La traviata  e Il Guarany de Carlos Gomez com o famoso tenor Giovanni Zenatello. Além disso, Pereira participou de uma das primeiras gravações integrales de Il barbiere di Siviglia de Rossini com Ernesto Badini e Edoardo Taliani como parceiros, feita por HMV em 1919, em Milão com a orquestra e coro de La Scala sob a direção de Carlo Sabajno, onde ela cantou a parte de Rosina.
| Título                                       | Papel    | Elenco | Casa                | Referência |
| -------------------------------------------- | -------- | --- | ------------------- | --- |
| Lucia di Lammermoor: Splendon le sacri faci  | Lucia    | - | La Voce del Padrone | 053314 |
| Rigoletto: È il sol dell'anima               | Gilda    | Franco de Gregorio (Il Duca) | La Voce del Padrone | 54481 |
| Rigoletto: Deh! Non parlare al misero        | Gilda    | Giuseppe Maggi (Rigoletto) | La Voce del Padrone | 54482 |
| Lucia di Lammermoor: Soffriva nel pianto     | Lucia    | Giuseppe Maggi (Enrico) | La Voce del Padrone | 054422 |
| Rigoletto: Bella figlia dell'amore           | Gilda    | Franco de Gregorio (Il Duca), Ida Zizolfi (Maddalena), Giuseppe Maggi (Rigoletto) | La Voce del Padrone | 054439 |
| Lucia di Lammermoor: Verranno a te sull'aura | Lucia    | Salvatore Salvati (Edgardo) | La Voce del Padrone | 054440 |
| Lucia di Lammermoor: Maledizione             | Lucia    | Franco de Gregorio (Edgardo), Giuseppe Maggi (Enrico), Vincenzo Bettoni (Raimondo) | La Voce del Padrone | 054442 |
| Il Guarany: Perché di meste lagrime          | Cecilia  | Giovanni Zenatello (Dom Antonio) | Odeon Records       | 40108 |
| La traviata: Parigi, o cara                  | Violetta | Giovanni Zenatello (Alfredo) | Odeon Records       | 40122 |
| Il Guarany: Gentile di cuore                 | Cecilia  | - | Odeon Records       | 40777 |
| Salvator Rosa: Mia piccirella                | -        | - | Odeon Records       | 40778 |
| Il Guarany: Sento una forza indomita         | Cecilia  | Giovanni Zenatello (Dom Antonio) | Odeon Records       | 70007 |
| Il barbiere di Siviglia (incisão completa)   | Rosina   | Ernesto Badini (Figaro), Edoardo Taliani (Il Conte Almaviva), Abele Carnevali (Dottor Bartolo), Umberto di Lelio (Don Basilio), Agnese Mometti (Berta), Francesco Festa (Fiorello/Un Ufficiale) | La Voce del Padrone | S 5110, ; S 5112, S 5114, S 5116, S 5118, S 5120, S 5122, S 5124, S 5126, S 5128, S 5130, S 5132, S 5134, S 5136, S 5138 {15x12in-78s}, R 5115, R 5125 |